# Knuckle Head
 (septembre 2024).
 (septembre 2024).
La mise en forme du texte ne suit pas les recommandations de Wikipédia : il faut le « wikifier ».
Les points d'amélioration suivants sont les cas les plus fréquents. Le détail des points à revoir est peut-être précisé sur la page de discussion.
- Les titres sont pré-formatés par le logiciel. Ils ne sont ni en capitales, ni en gras.
- Le texte ne doit pas être écrit en capitales (les noms de famille non plus), ni en gras, ni en italique, ni en « petit »…
- Le gras n'est utilisé que pour surligner le titre de l'article dans l'introduction, une seule fois.
- L'italique est rarement utilisé : mots en langue étrangère, titres d'œuvres, noms de bateaux, etc.
- Les citations ne sont pas en italique mais en corps de texte normal. Elles sont entourées par des guillemets français : « et ».
- Les listes à puces sont à éviter, des paragraphes rédigés étant largement préférés. Les tableaux sont à réserver à la présentation de données structurées (résultats, etc.).
- Les appels de note de bas de page (petits chiffres en exposant, introduits par l'outil «  Source ») sont à placer entre la fin de phrase et le point final[comme ça].
- Les liens internes (vers d'autres articles de Wikipédia) sont à choisir avec parcimonie. Créez des liens vers des articles approfondissant le sujet. Les termes génériques sans rapport avec le sujet sont à éviter, ainsi que les répétitions de liens vers un même terme.
- Les liens externes sont à placer uniquement dans une section « Liens externes », à la fin de l'article. Ces liens sont à choisir avec parcimonie suivant les règles définies. Si un lien sert de source à l'article, son insertion dans le texte est à faire par les notes de bas de page.
- La présentation des références doit suivre les conventions bibliographiques. Il est recommandé d'utiliser les modèles {{Ouvrage}}, {{Chapitre}}, {{Article}}, {{Lien web}} et/ou {{Bibliographie}}. Le mode d'édition visuel peut mettre en forme automatiquement les références.
- Insérer une infobox (cadre d'informations à droite) n'est pas obligatoire pour parachever la mise en page.

Pour une aide détaillée, merci de consulter Aide:Wikification.
Si vous pensez que ces points ont été résolus, vous pouvez retirer ce bandeau et améliorer la mise en forme d'un autre article.
Knuckle Head est un duo musical français, formé en Alsace et composé de Jack Crowes (chant, guitare) et Jock Alva (batterie). Leur style se caractérise par une fusion de dark country, stoner rock et blues rock, avec une inspiration marquée par l'esthétique du western américain. Depuis leur formation en 2016, le groupe a développé une solide présence sur la scène musicale indépendante.

## Biographie
En 2016, le duo sort son premier EP intitulé First Ride, avec des morceaux comme Green Valley et Hold Up. Cet EP permet au groupe de se faire connaître sur la scène française.
En 2018, le duo sort le single Gazoline, accompagné d'un clip vidéo. Ce morceau figure ensuite sur leur album suivant.
En 2019, le duo sort son deuxième album studio, II, consolidant leur style musical avec une énergie brute et un son mature.
En 2022, le duo sort l'album Holsters and Rituals. Cet album inclut une collaboration avec Albert Bouchard du groupe Blue Öyster Cult. Le groupe entreprend une tournée nationale et internationale pour promouvoir cet album,.
Le groupe a joué dans plusieurs festivals et a partagé la scène avec des groupes comme Stray Cats, Rival Sons, The Melvins et bien d'autres. Ils se sont produits dans plusieurs salles de concerts, notamment à la Maroquinerie en 2024 et ont participé à des festivals comme Musilac et le Cabaret Vert.

## Style musical
Le style musical de Knuckle Head s’inspire de l’esthétique du western et des grands espaces américains. Leur musique est un mélange de rock, country, avec des influences de stoner rock, psychédélique, hard rock et new wave des années 80. Elle est caractérisée par des riffs de guitare puissants et des rythmes entraînants. Chaque album reflète l'évolution de leur son tout en maintenant une cohérence visuelle et artistique, contribuant à la fidélisation de leur public.

## Membres
- Jack Crowes - chant, guitare
- Jock Alva - batterie

## Discographie
- First Ride (EP, 2016)
- II (2019)
- Holsters and Rituals (2022)